# 몽블랑산
몽블랑산(프랑스어: Mont Blanc, 문화어: 블랑 산) 또는 몬테비안코산(이탈리아어: Monte Bianco)은 높이 4,807.81m(15,773.7ft)로 알프스산맥의 최고봉이며 서유럽에서 가장 높은 산이다. 유럽에서 가장 높은 산은 5,642 m의 옐브루스산이다. 한자로는 백산(白山)이라고 한다. 프랑스어로 몽블랑에서 몽(Mont)은 산(山), 블랑(Blanc)은 백(白)을 의미한다.
프랑스의 오트사부아주와 이탈리아의 발레다오스타주 사이에 있다. 몽블랑산 기슭의 유명한 도시는 프랑스의 샤모니(1924년 동계 올림픽의 개최지)와 이탈리아의 쿠르마유르이다.
1957년부터 시작해서 1965년 완공된 11.6km의 몽블랑 터널은 이 두 도시를 연결하며, 알프스산맥을 지나가는 주요 통로로 쓰이고 있다.

## 같이 보기
- 몽블랑 터널